# Pragser Tal

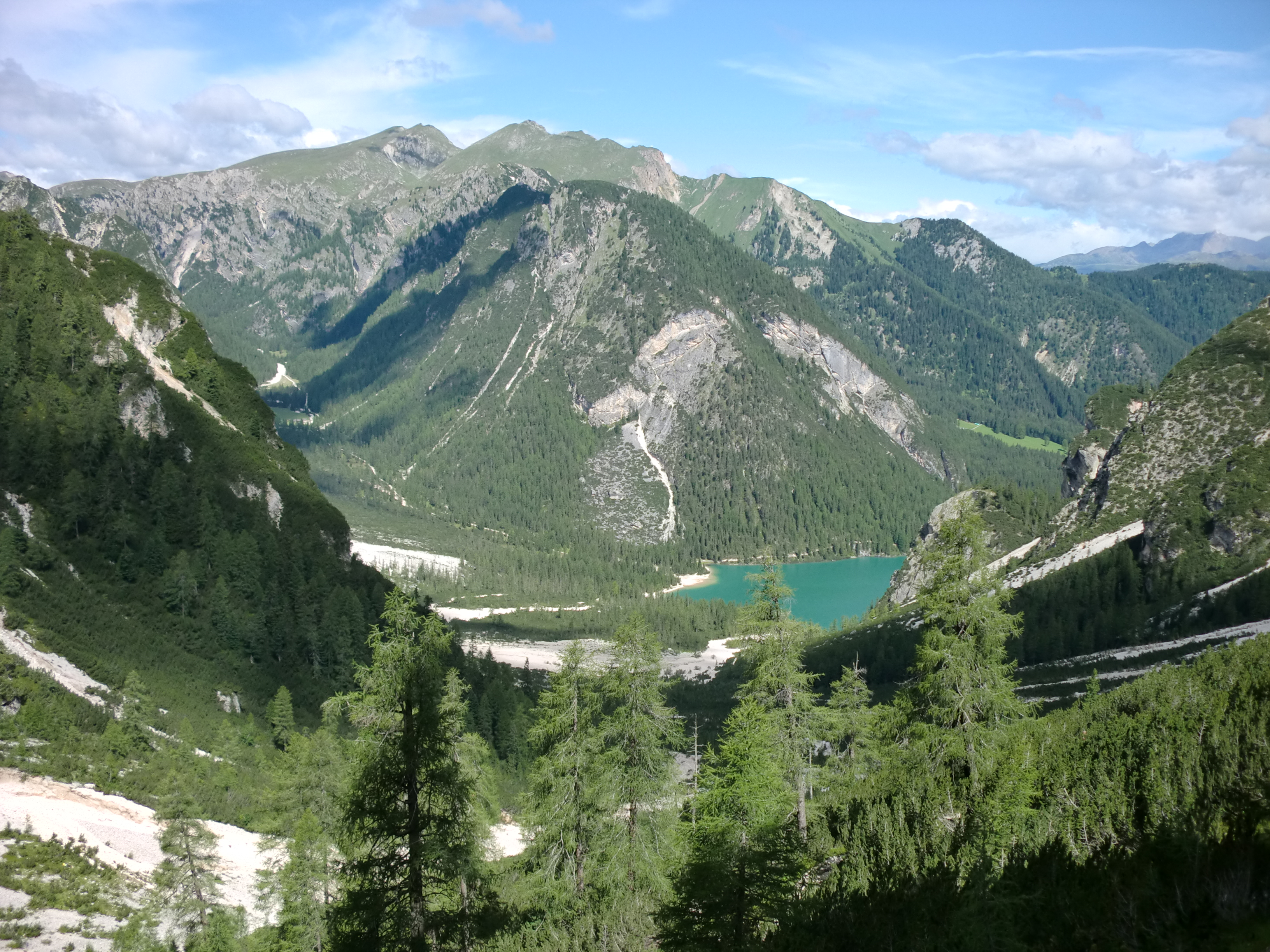
Der Talschluss von Innerprags mit dem Pragser Wildsee

Das Pragser Tal (italienisch Valle di Braies), auch einfach Prags genannt, ist ein Tal in den Südtiroler Dolomiten. Es gehört zur Gänze zur Gemeinde Prags, umschlossen ist es von Bergen der Pragser Dolomiten. Höher gelegene Teile des Tals sind im Naturpark Fanes-Sennes-Prags unter Schutz gestellt.

## Verlauf
Das Pragser Tal zweigt zwischen Welsberg (Gemeinde Welsberg-Taisten) und Niederdorf vom Pustertal Richtung Süden ab und teilt sich bald nach dem Taleingang in zwei Äste – einen südwestlichen (Innerprags) und einen südlichen (Außerprags).
Der südwestliche Ast wird vom Pragser Bach durchflossen und bietet den beiden Fraktionen Innerprags mit dem Gemeindezentrum Schmieden (1210–1220 m s.l.m.) und St. Veit Platz. Im Talschluss liegt der Pragser Wildsee (1494 m).
Im nach Süden ziehenden Ast befindet sich die Fraktion Außerprags mit Bad Altprags. Er wird durch den Stollabach entwässert, den bedeutendsten Zufluss des Pragser Bachs, und steigt an seinem Ende zum Hochplateau der Plätzwiese an. 

## Geologie
Geologisch liegt das Pragser Tal im Südalpin. Über einer Basis aus Quarzphyllit liegen Schichten der Gröden-Formation, der Buchenstein-Formation, der Werfen-Formation und schließlich des Schlerndolomits. Der Talboden ist hauptsächlich mit Aufschüttungsmaterial bedeckt. Während Innerprags durch eine breite Talsohle mit dahinter sanft ansteigenden Hängen charakterisiert ist, verfügt Außerprags über schroffere Geländeformen.

## Vegetation
Die Berghänge des Pragser Tals sind großteils durch montane oder subalpine Fichten-Lärchen-Wälder bewachsen. An südexponierten Lagen finden sich auch Föhren, an Nordhängen Tannen. In tieferen Lagen sind Grün-Erlen anzutreffen, entlang der Bäche im Talgrund überwiegen Grau-Erlen und Silber-Weiden.